# Apeadeiro de Suzão
O apeadeiro de Suzão é uma interface ferroviária da Linha do Douro, que serve a zona de Suzão, na localidade de Valongo, em Portugal.

## Descrição

### Localização e acessos

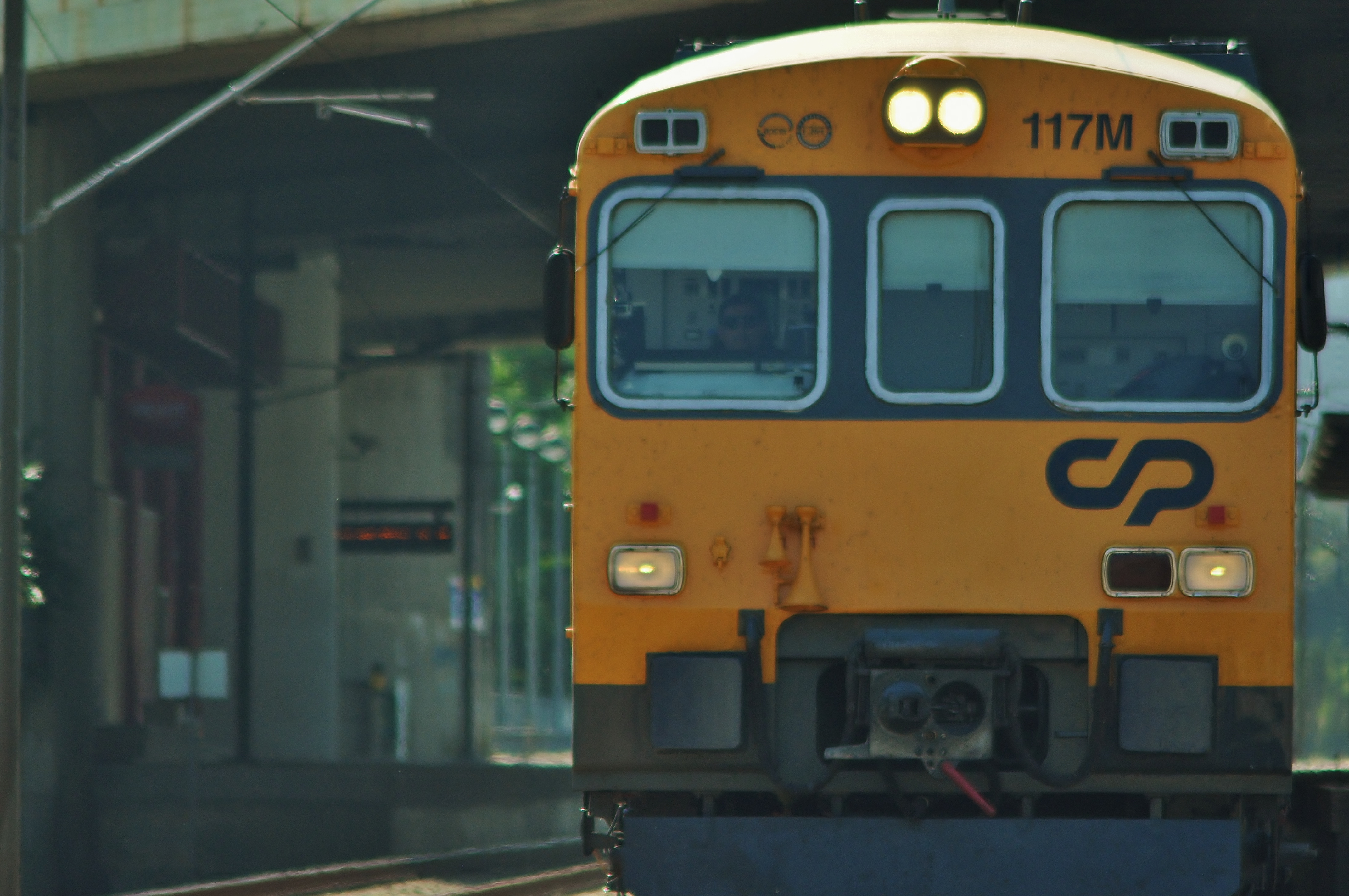
“Camelo” circulando em Suzão em 2011.

O apeadeiro de Suzão situa-se sob o vão de um viaduto rodoviário de quatro faixas, que leva o IP4. Distam do apeadeiro menos de 300 m as paragens de autocarro mais próximas, que servem nominalmente o contíguo Estádio Municipal de Valongo.

### Serviços
Em dados de 2023, esta interface é servida por comboios de passageiros da C.P. de tipo urbano no serviço “Linha do Marco”, com 18 circulações diárias em cada sentido entre Porto - São Bento e Penafiel, e mais 17 entre aquela estação e Marco de Canaveses, bem como uma circulação diária em cada sentido do serviço regional entre Porto - São Bento e Régua.

## História
Este apeadeiro situa-se no lanço da Linha do Douro entre Ermesinde e Penafiel, que abriu à exploração em 30 de Julho de 1875.
Em 1985, Suzão não dispunha ainda de edifício de passageiros, situando-se a plataforma do lado norte da via (lado esquerdo do sentido ascendente, para Barca d’Alva), então ainda em via única.

Em 2020 registou-se um ataque por apedrejamento contra um comboio regional que circulava por Suzão, desferido do viaduto rodoviário sobranceiro, com ferimentos ligeiros ao maquinista, atingido por estilhaços de vidro resultantes da rotura do pára-brisas da cabina de comando.